# Children of the Revolution (pel·lícula de 2010)
Children of the Revolution és una pel·lícula documental de 2010, dirigida per l'irlandès Shane O'Sullivan, sobre la vida d'Ulrike Meinhof i Fusako Shigenobu, dirigents de la Fracció de l'Exèrcit Roig alemanya i l'Exèrcit Roig Japonès.
Inspirades en les revolucions estudiantils de 1968 i pertorbades pels assassinats massius al Vietnam, Meinhof i Shigenobu decidiren posar fi al poder capitalista mitjançant la revolució mundial. Viatjaren a l'Orient Mitjà per a entrenar-se amb militants palestins i, seguint els passos de Leila Khaled, esdevenir les dones revolucionaries capdavanteres del seu temps.
Les escriptores i periodistes Bettina Röhl i Mei Shigenobu exploren les vides de les seves mares, Ulrike i Fusako, proporcionant una perspectiva única de dues de les guerrilleres contemporànies amb més notorietat. Segrestades o fugades quan les seves mares passaren a la clandestinitat, Bettina i Mei emergiren d'infanteses difícils per a dirigir les seves pròpies vides. S'emmirallen en les accions de les seves mares quan a la pel·lícula es pregunta: «per a què estaven lluitant i què hem après de tot plegat?».
Enregistrada a Tòquio, Beirut, Jordània i Alemanya, així com finançada per la Bord Scannán na hÉireann/Irish Film Board (IFB), Westdeutscher Rundfunk (WDR) i MEDIA, la pel·lícula explica les històries de Meinhof i Shigenobu a través dels ulls de Bettina i Mei, utilitzant arxius i imatges poc freqüents de protestes estudiantils i de campaments de formació guerrillera a Alemanya, Japó i l'Orient Mitjà.
La pel·lícula fou estrenada al Festival Internacional de Cinema Documental d'Amsterdam el novembre de 2010 i projectada a diversos festivals internacionals. El 30 de maig de 2011 s'estrenà, a nivell televisiu, al canal alemany WDR i el setembre del mateix any fou posada a la venda en DVD al Regne Unit.